# Carpias stebbingi
Carpias stebbingi is een pissebed uit de familie Janiridae. De wetenschappelijke naam van de soort is voor het eerst geldig gepubliceerd in 1933 door Monod.